# Kent Championships
Die Kent Championships waren offene internationale Meisterschaften im Badminton in England. Sie waren eines der bedeutendsten internationalen Badmintonturniere in der Anfangszeit des Sports seit dem zweiten Jahrzehnt des 20. Jahrhunderts. 1975 fand die Meisterschaft zum 47. Mal statt. Mit der Ausbreitung des Sports über alle Kontinente verloren die Titelkämpfe in den 1970er Jahren an internationaler Bedeutung.

## Sieger
| Saison | Herreneinzel     | Dameneinzel        | Herrendoppel                      | Damendoppel                      | Mixed                         |
| ------ | ---------------- | ------------------ | --------------------------------- | -------------------------------- | ----------------------------- |
| 1933   |                  |                    | Donald C. Hume Raymond M. White   |                                  |                               |
| 1934   | G. Singer        | Kent               | Donald C. Hume Raymond M. White   | Marjorie Barrett Betty Uber      | Raymond M. White Betty Uber   |
| 1935   | R. A. Forster    | Marian Horsley     | G. E. A. Tautz C. H. Whittaker    | Marjorie Barrett Betty Uber      | Donald C. Hume Betty Uber     |
| 1949   | Trilok Nath Seth | Queenie Allen      | Pat Davis J. A. Collier           | Queenie Allen V. E. Duringer     | Peter Birtwistle Joy Saunders |
| 1950   | Trilok Nath Seth | Elisabeth O’Beirne | Ian Maconachie R. V. M. Messenger | M. J. Barnett Elisabeth O’Beirne | Pat Davis J. A. Collier       |
| 1956   | Tom Wingfield    | nicht ausgetragen  | Warwick Shute John R. Best        | Sylvia Ripley Esmé Andrews       | John R. Best Audrey Stone     |
| 1957   | R. Quiddington   | P. A. Lawrence     | Dick Hashman Ronald Lockwood      | Sylvia Ripley Esmé Andrews       | John R. Best Audrey Stone     |
| 1958   | Oon Chong Jin    | Iris Rogers        | Peter Alcorn John R. Best         | June Timperley Iris Rogers       | John Timperley June Timperley |
| 1975   | Ross Livingston  | Anne Statt         | Ray Sharp Alan Connor             | Susan Whetnall Margaret Boxall   | Alan Connor Margo Winter      |